# Дредноут (фильм)
«Дредно́ут» (англ. Dreadnaught, иер. трад. 勇者無懼, упр. 勇者无惧, кант.-рус.: Юн че моу кёй, буквально: «Бесстрашный») — гонконгский комедийный фильм с боевыми искусствами режиссёра Юнь Вопхина с Юнь Пиу в главной роли. В этом фильме Куань Такхин в последний раз исполнил роль китайского народного героя Вон Фэйхуна.

## Сюжет
Преступник по прозвищу Белый Тигр, скрываясь от полиции, присоединяется к труппе Пекинской оперы под руководством учителя Тхама.
Мышонок — парень, работающий в прачечной своей семьи. Неприятности начинаются, когда он пытается получить деньги за оказанные услуги от парня из труппы. Лён Фунь, ученик Вон Фэйхуна, помогает Мышонку избить хулигана. Во время потасовки, после убийства хулигана, Белого Тигра выкидывают из труппы. Позже появляется маршал Пау в поисках беглого заключённого.
Школа Тхама завидует школе Фэйхуна потому, что именно её всегда просят исполнить танец льва для жителей города. Поскольку близится день рождения учителя Вона, Тхам решает убить его во время праздника и посылает Демона-портного выполнить задуманное, но в итоге он не справляется с задачей — он не ровня Фэйхуну.
Вернувшись в прачечную, сестра Мышонка обучает его семейному кунг-фу с использованием белья для стирки. Между тем Фунь попадает в неприятности и выставляет Мышонка за Фэйхуна. При этом ученик Вона скрыто управляет телодвижениями Мышонка в драке. В итоге оказывается, что избит маршал Пау и его люди. Фунь ведёт друга к своему учителю, где Мышонку удаётся добиться принятия его в ученики. Вскоре к Фэйхуну является Пау с помощниками с намерением арестовать Фэйхуна, после чего выясняется правда о вине двух учеников. Учитель Вон улаживает вопрос без ареста, но выгоняет Мышонка после того, как видит, как тот показывает своё кунг-фу, которое учитель принимает за «стиль орла» (на самом деле этому научила его сестра).
После убийства двух полицейских Белым Тигром Тхам направляет его разобраться с Фэйхуном и разрушить его школу. Фунь ищет преступника в труппе, но находит мёртвого актёра. Там же на него нападает Тигр и при поддержке Тхама убивает Фуня. Мышонок отправляется на месть, но попадает в плен вместе с маршалом. В самый последний момент появляется учитель Вон и убивает Тхама, но Тигр наносит ему ранение. Мышонок спасает ситуацию, убив Тигра при помощи своего семейного кунг-фу.

## В ролях
- Юнь Пиу — Мышонок (Моу Кён)
- Лён Каянь — Лён Фунь
- Куань Такхин — Вон Фэйхун
- Филлип Коу — учитель Тхам
- Юнь Сёньи — Белый Тигр
- Лили Ли[кит.] — сестра Мышонка
- Тан Цзин — подруга Мышонка
- Фань Мэйшэн — маршал Пау
- Бренди Юнь — помощник маршала
- Юнь Чхёнъянь[кит.] — помощник маршала
- Фун Хаконь — Демон-портной
- Дэнни Чау — босс Чиу
- Чиу Чунхин — Чи
- Сань Куай[кит.] — Железная Ласточка

Режиссёр фильма Юнь Вопхин также появился в фильме.

## Кассовые сборы в Гонконге
В период кинотеатрального проката с 3 по 20 марта 1981 года общая сумма сборов составила немногим более 5,5 миллиона гонконгских долларов, что позволило фильму занять пятое место в списке самых кассовых фильмов Гонконга за 1981 год.

## Восприятие
Реакция на фильм со стороны кинокритиков была как благосклонная, так и прохладная.